# Muzeum Narodowe Mongolii
Muzeum Narodowe Mongolii (mong. Монголын үндэсний түүхийн музей) – muzeum narodowe w Ułan Batorze w Mongolii. 

## Historia
Muzeum zostało założone 1924 roku, od 1941 roku funkcjonowało jako Państwowe Muzeum Centralne. Zbiory placówki przeniesiono w 1956 roku do dzisiejszego Muzeum Przyrodniczego. W 1991 roku w oparciu o zbiory Muzeum Rewolucji, które założono w 1971 roku, wydzielono Narodowe Muzeum Historii Mongolii oraz przeniesiono je do nowego budynku muzeum. Jako Muzeum Narodowe Mongolii działa od 2008 roku.
Zatrudnia 80 osób, jest finansowane z budżetu państwa.

## Architektura
Muzeum znajduje się w dzielnicy Süchbaatar, sąsiaduje z budynkiem rządowym (gmach Parlamentu Mongolii). Obecny gmach ukończono w 1971 roku na potrzeby ówczesnego Muzeum Rewolucji.  

## Zbiory
Instytucja jest jednym z najważniejszych muzeów w Mongolii. Kolekcja muzeum to ponad 50 000 eksponatów. Ekspozycja obejmuje 10 sal. Wystawa jest podzielona chronologicznie, od dziejów starożytnych, poprzez czasy panowania Hunów, Turkutów, Imperium Mongolskiego, średniowiecza do współczesności. Można wyróżnić trzy główne typy zbiorów: archeologiczne z czasów najdawniejszych, średniowieczne oraz współczesne. Wybrane eksponaty: artefakty z grobowca Hunów na górze Noyon, skarby z grobowca Bilge Kagana, rękopisy mongolskie z Turfanu, posąg Czyngis-chana z XX wieku.  

## Galeria

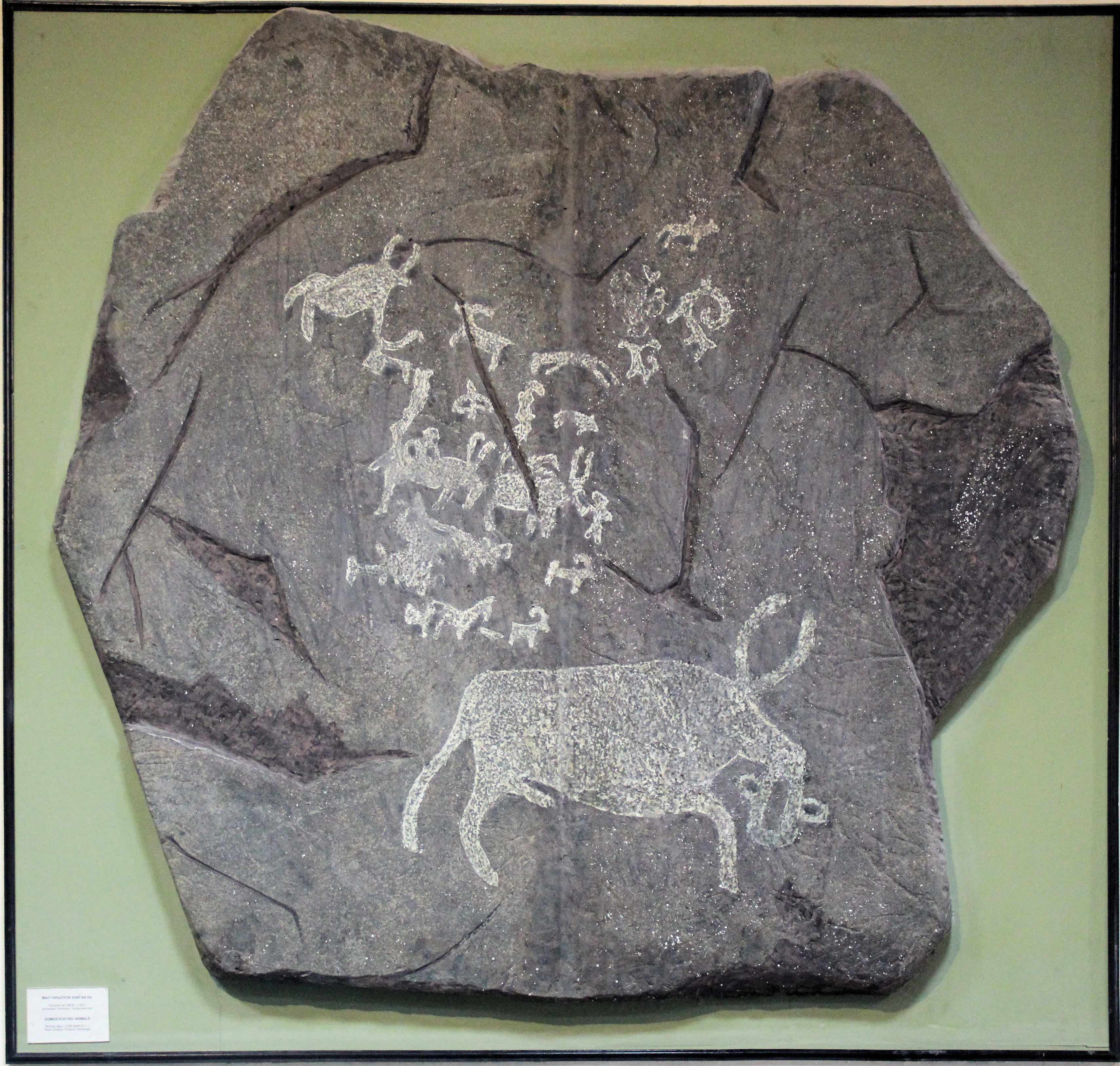
Sztuka naskalna z epoki brązu
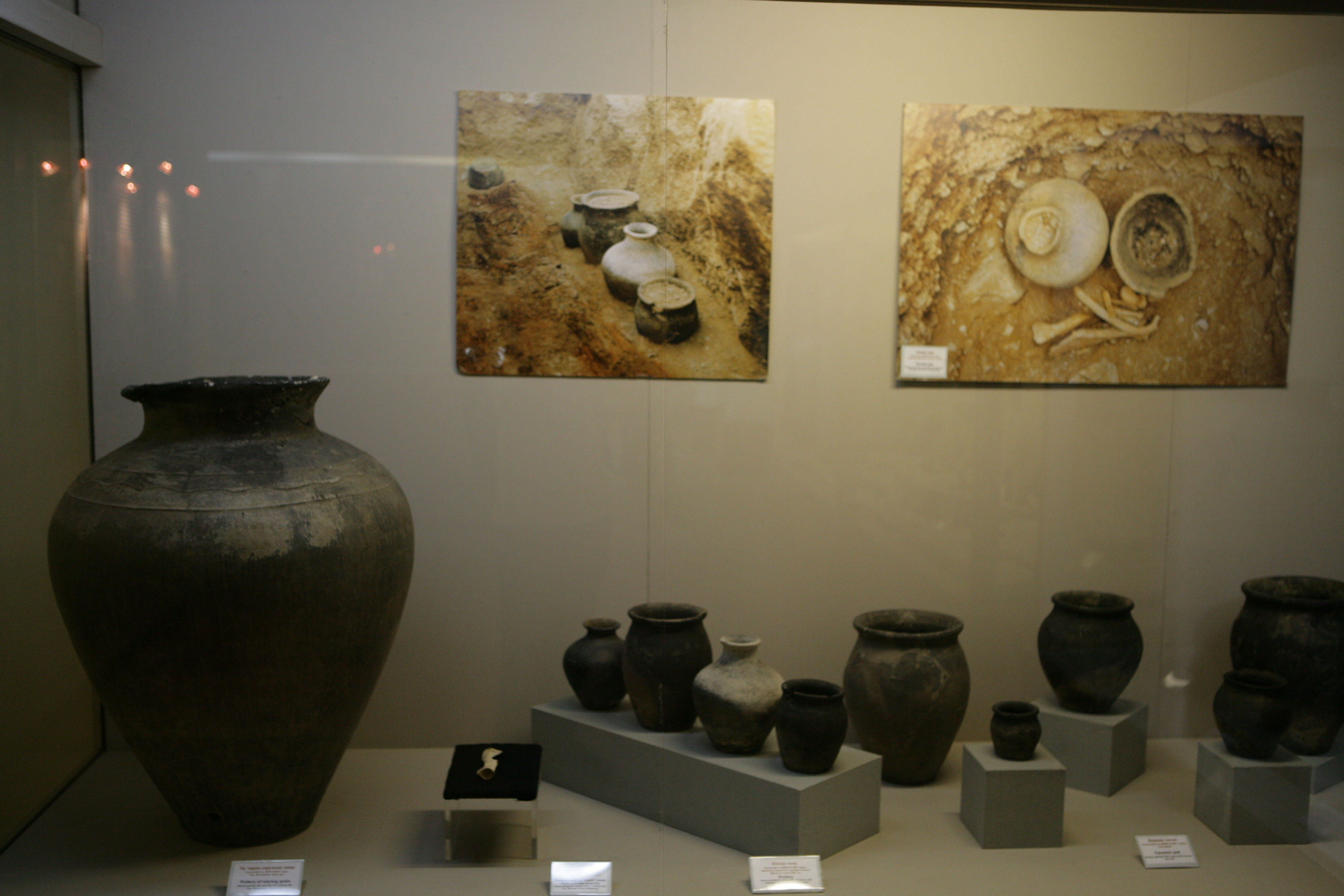
Starożytna mongolska ceramika
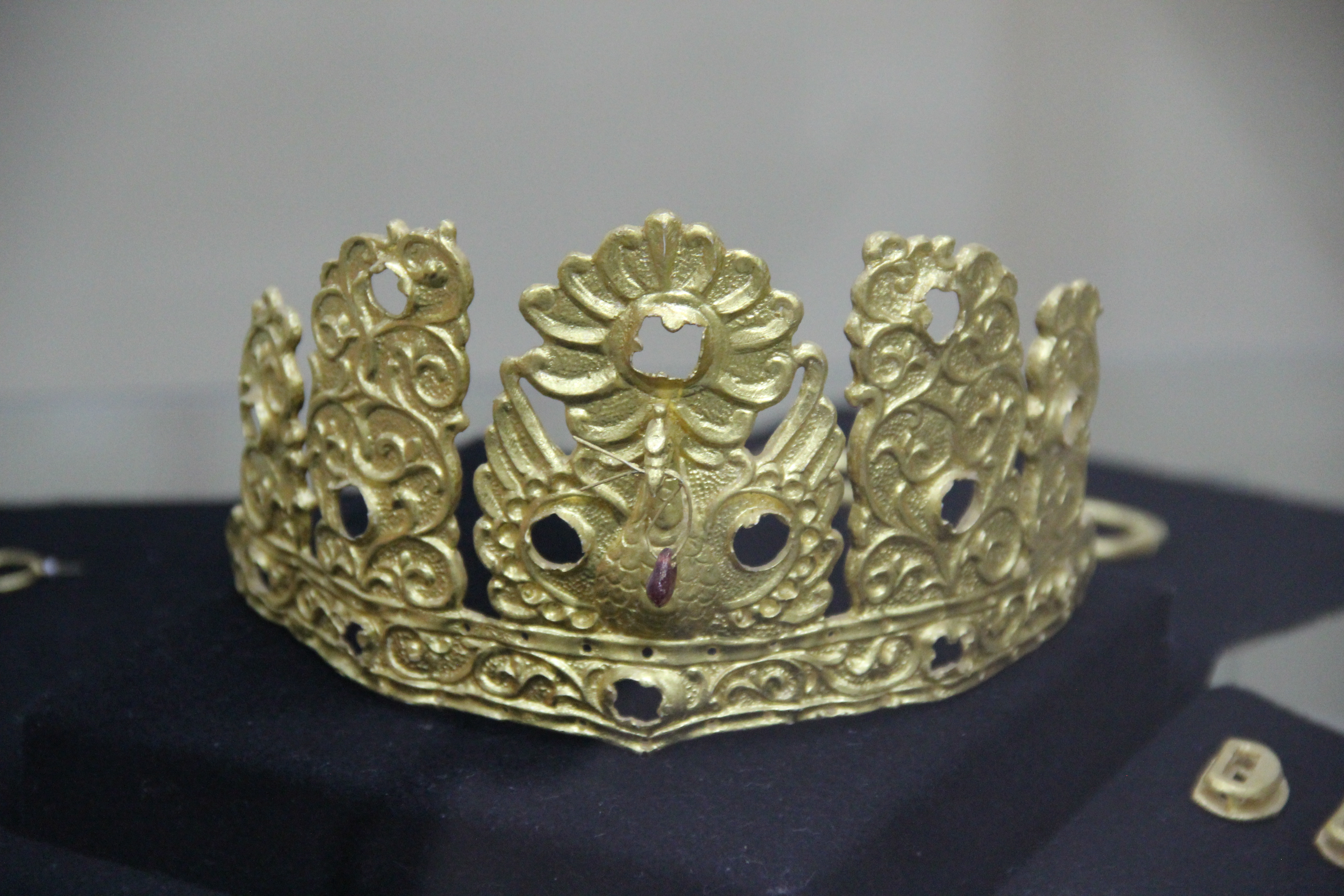
Złoty diadem z VI-VIII wieku
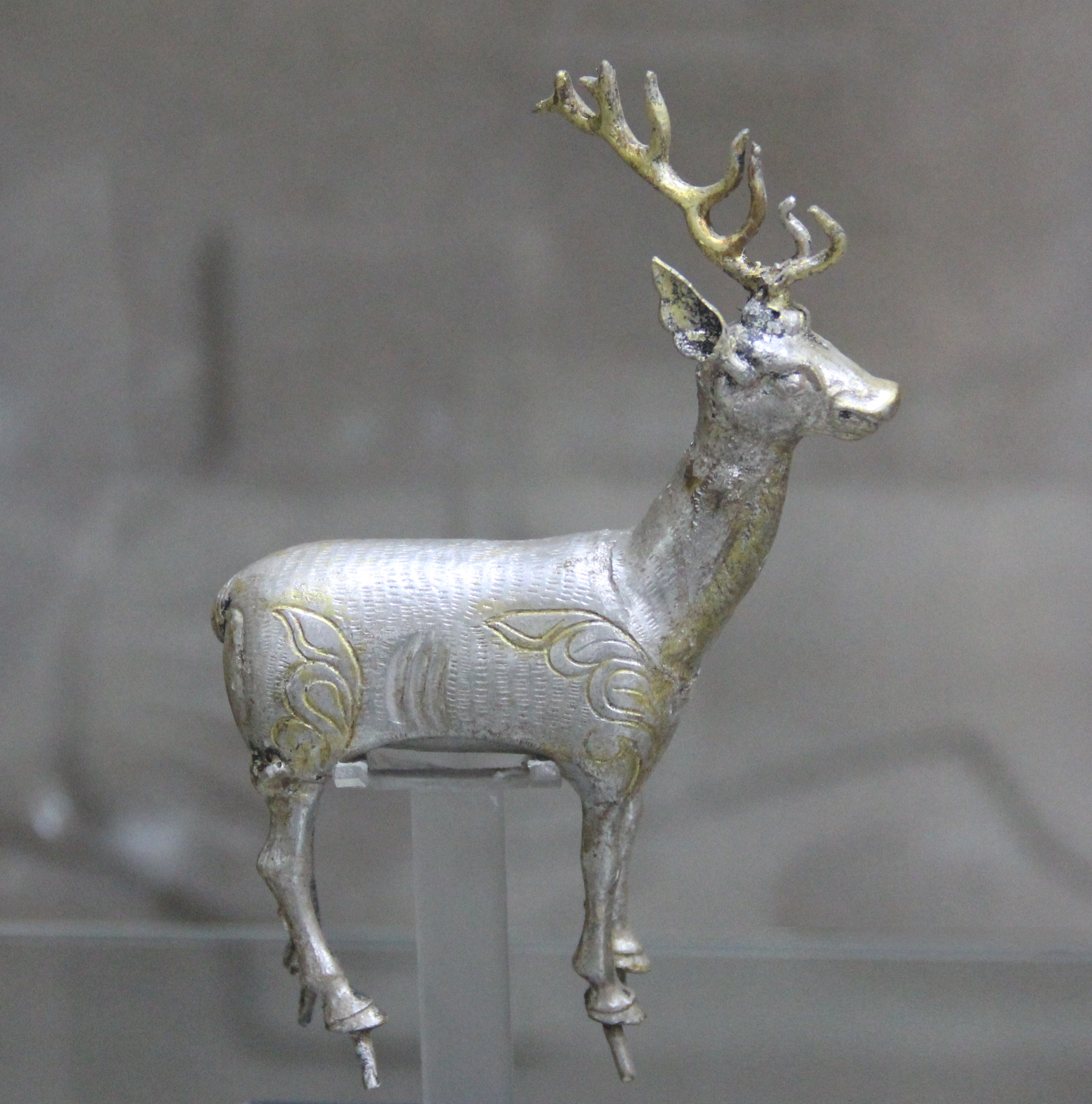
Jeleń ze srebra z VI-VIII wieku
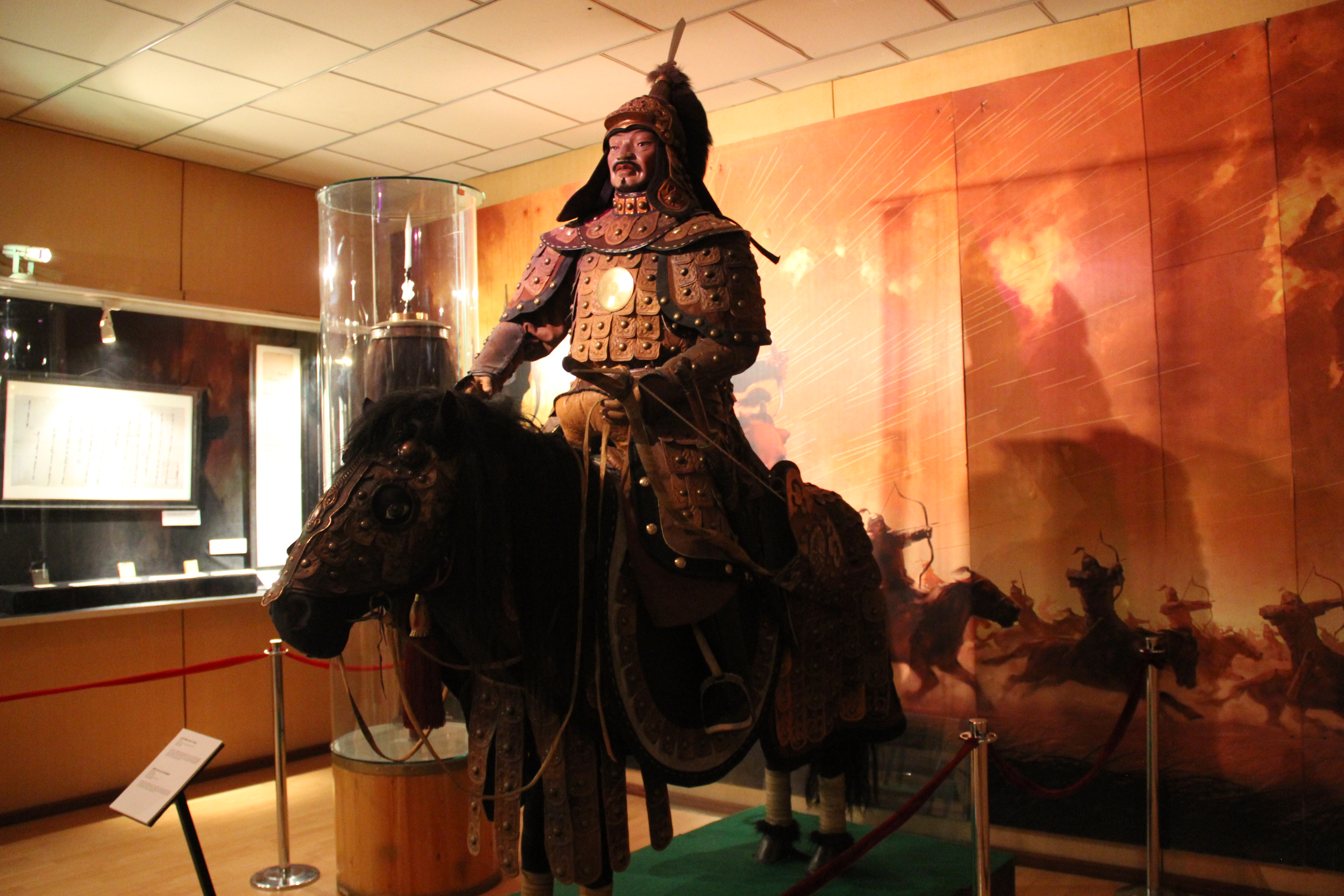
Mongolski wojownik
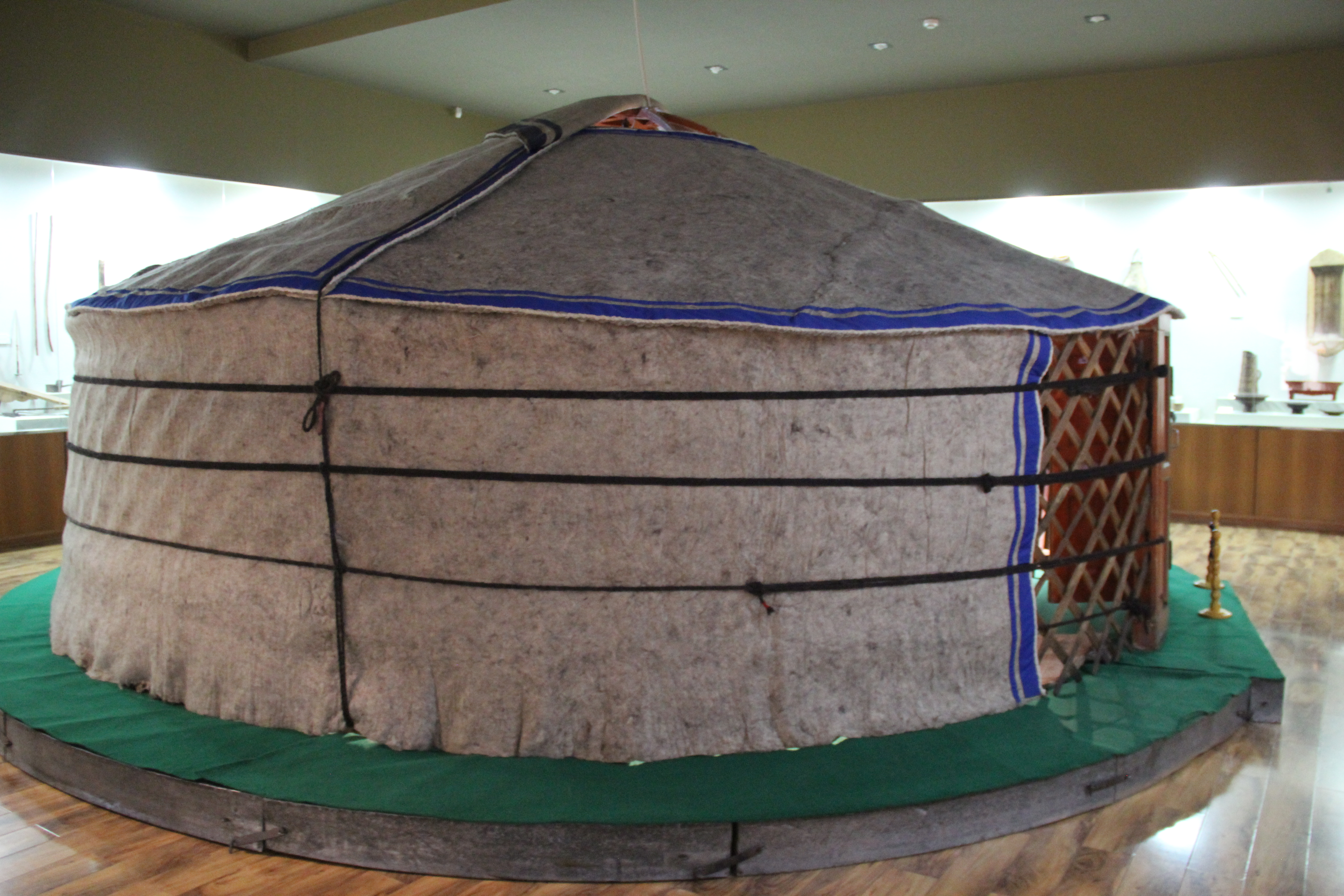
Tradycyjna jurta
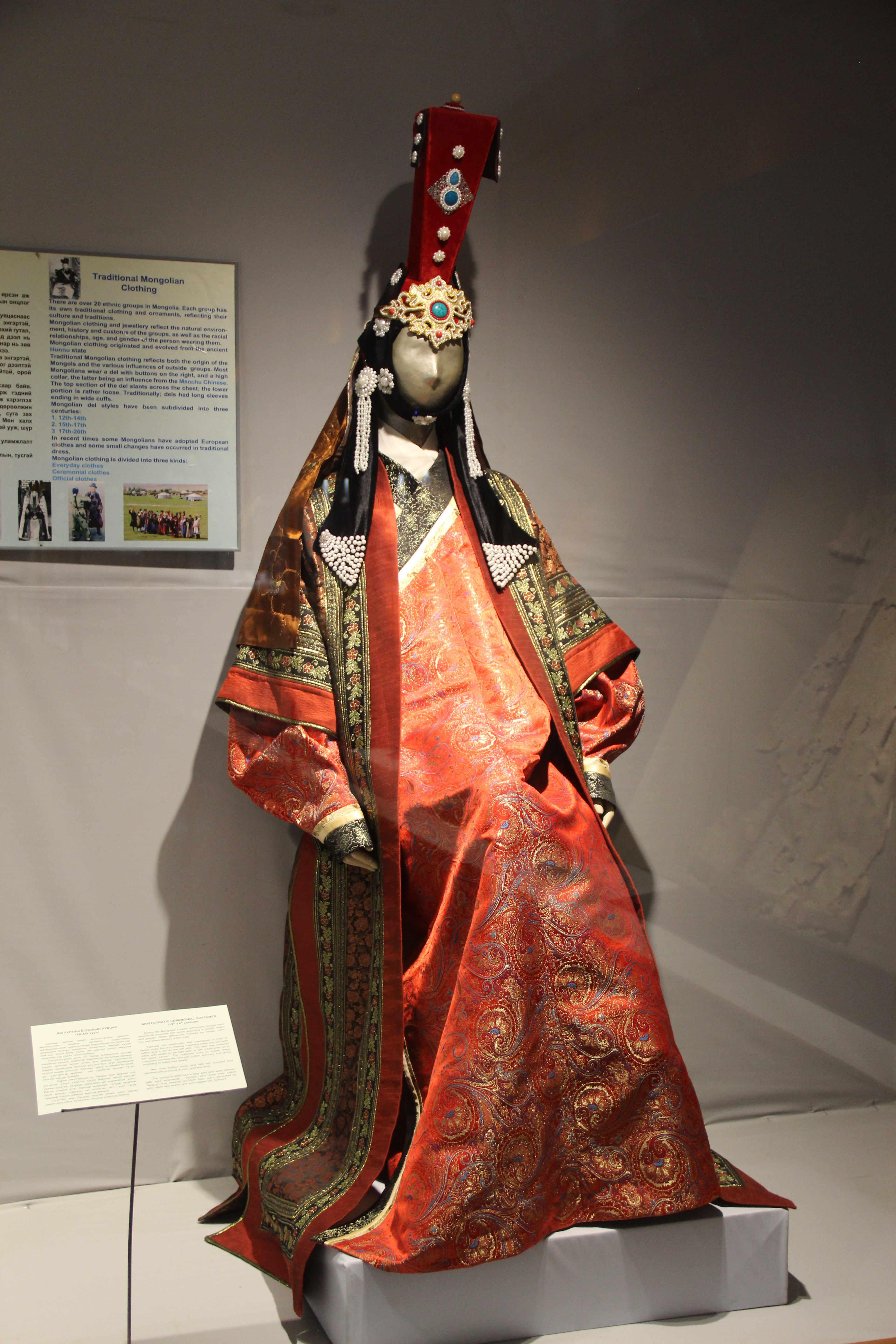
Ubiór mongolskiego artsokraty z XII–XIV wieku
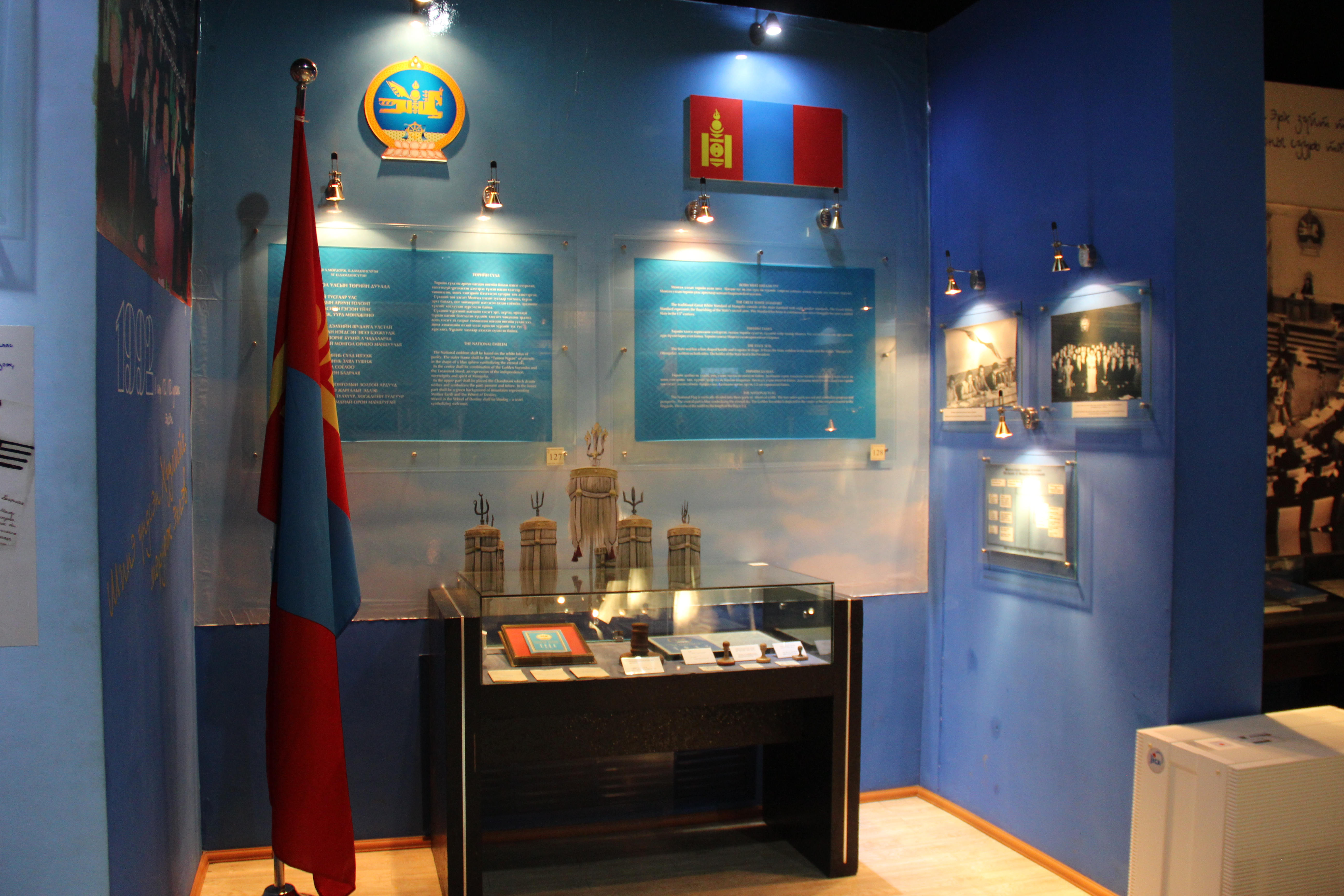
Ekspozycja poświęcona mongolskiemu herbowi i fladze